# Demarziella pratensis
Demarziella pratensis är en skalbaggsart som beskrevs av Matthews 1976. Demarziella pratensis ingår i släktet Demarziella och familjen bladhorningar. Inga underarter finns listade i Catalogue of Life.